# Посольство України в Аргентині
Посольство України в Аргентинській Республіці (ісп. Embajada de Ucrania en Argentina) — дипломатична місія України в Аргентинській Республіці. Фізично посольство розташовується в Аргентині в місті Буенос-Айрес, але за сумісництвом опікується також Парагваєм та Уругваєм.

## Завдання посольства
Основне завдання Посольства України в Буенос-Айресі представляти інтереси України, сприяти розвиткові політичних, економічних, культурних, наукових та інших зв'язків, а також захищати права та інтереси громадян і юридичних осіб України, які перебувають на території Аргентини.
Посольство сприяє розвиткові міждержавних відносин між Україною і Аргентинською Республікою, на всіх рівнях, з метою забезпечення гармонійного розвитку взаємних відносин, а також співробітництва з питань, що становлять взаємний інтерес. Посольство виконує також консульські функції. Посли України в Аргентині виконують також функції Послів за сумісництвом у Парагваї, Уругваї та Чилі.

## Історія дипломатичних відносин

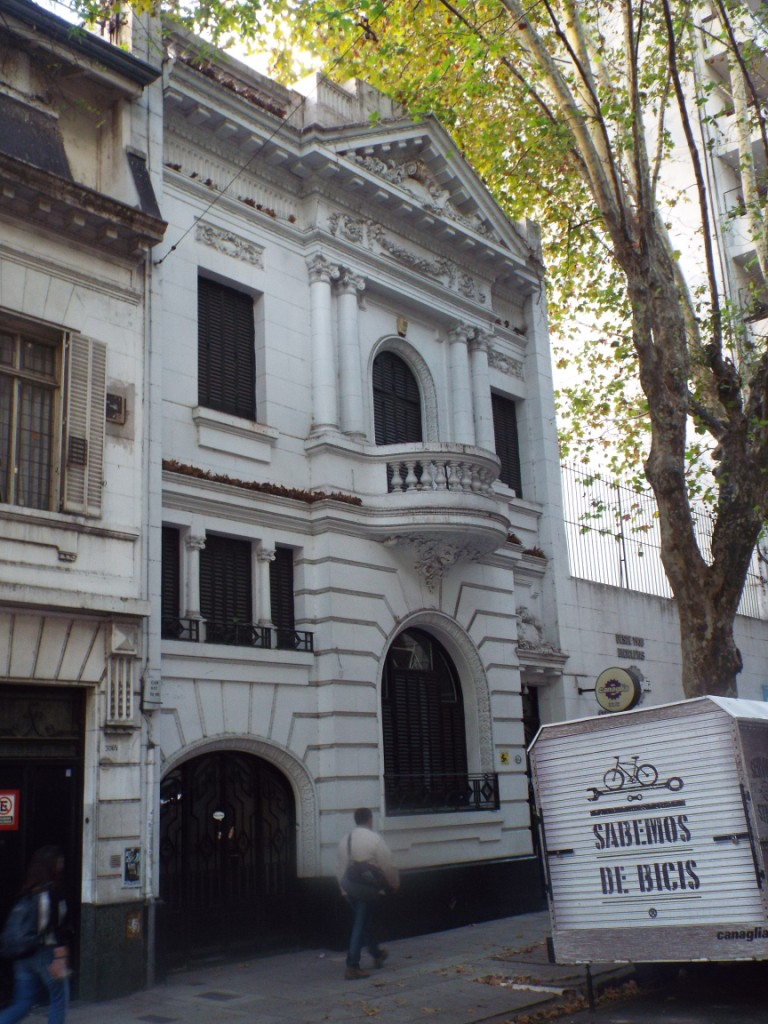
Будівля першого українського посольства в Буенос-Айресі по вул. Лафінур

Аргентина перша країна американського континенту, яка визнала Українську Народну Республіку і встановила з нею дипломатичні відносини 5 лютого 1921 року. Посол Аргентини у Франції Марсело Торкуато де Альвеара поінформував керівника української делегації на Паризькій мирній конференції графа Михайла Тишкевича про визнання урядом Аргентини УНР, та передав лист іспанською мовою міністра закордонних справ та культів Аргентини Оноріо Пуейрредона очільнику української делегації на Паризькій мирній конференції від 31 березня 1921 р. про визнання його урядом УНР та додаток до цього листа — скриптурна завірена копія постанови уряду Республіки Аргентина від 5 лютого 1921 р. за підписами президента республіки Іполіто Іріґоєна та в.о. міністра закордонних справ та культів Пабло Торельйо про визнання УНР державою вільною і незалежною.
31 травня 1921 р. посол Аргентини де Альвеар надіслав О. Шульгину підтвердження про акредитацію М. Шумицького як повіреного у справах УНР в Аргентині, однак до Аргентини М. Шумицький так і не виїхав. Перебуваючи весь час у Парижі, де працював архітектором, він навіть у липні 1922 р. все ще вважався повіреним у справах УНР в Аргентині.
Після відновлення незалежності Україною 24 серпня 1991 року Аргентина визнала Україну 5 грудня 1991 року. 6 січня 1992 року між Україною та Аргентиною було встановлено дипломатичні відносини..
Українське посольство в Аргентині було відкрито у березні 1993 року. Аргентинське посольство в Україні відкрилося у травні 1993 року. Відкривав Посольство тимчасово повірений у справах України Олександр Никоненко. Спочатку Посольство розташовувалося у будинку номер 3057 по вулиці Лафінур у престижному району Буенос-Айреса Палермо. Згодом, у 2001 році Посольство переїхало у район Бельграно, де знаходилося на вулиці Конде, 1763. З 2016 року Посольство знаходиться на вулиці Ожєрос, 2169.

## Керівники дипломатичної місії
| №  | Країна  | Посол                            | Зображення | Термін        |
| -- | ------- | -------------------------------- | ---------- | ------------- |
| 1  | УНР     | Шумицький Микола Андрійович      |            | 1919—1921     |
| 2  | Україна | Никоненко Олександр Миколайович  |            | 1993—1994     |
| 3  | Україна | Пащук Віктор Вікторович          |            | 1994—2001     |
| 4  | Україна | Майданник Олександр Іванович     |            | 2001—2004     |
| 5  | Україна | Никоненко Олександр Миколайович  |            | 2004—2008     |
| 6  | Україна | Тараненко Олександр Сергійович   |            | 2008—2013     |
| 7  | Україна | Боєцький Тарас Федорович         |            | 2013          |
| 8  | Україна | Дюдін Юрій Олексійович           |            | 2013          |
| 9  | Україна | Арістова Маргарита Олександрівна |            | 2019—2020     |
| 10 | Україна | Олефір Валерій Миколайович       |            | 2020-2022     |
| 11 | Україна | Небрат Сергій Станіславович      |            | 2022          |
| 12 | Україна | Клименко Юрій Аркадійович        |            | 2022 — донині |

## Почесні консули України в Аргентині
- Почесний консул України в місті Леандро Н. Алем (Місьйонес)

1. Дієго Муруняк[5],

- Почесний консул України в місті Посадас

1. Дієго Муруняк[6]

- Почесний консул України в місті Ресістенсія

1. Оскар Коровайчук[7][8],

- Почесний консул України в місті Ла-Плата

1. Петро Лилик[9].

## Почесні консули України у Східній Республіці Уругвай
- Почесний консул України у місті Монтевідео

1. Дієго Гуадалупе Бренна

## Почесні консули України в Парагваї
1. Андрес Троцюк (2002—)

## Відділення Посольства України в Чилі
10 березня 2018 року Україна відкрила у місті Сантьяго-де-Чилі Чилійське відділення Посольства України в Аргентинській Республіці — перше українське дипломатичне представництво в Чилі. Під час урочистого відкриття виступив представник МЗС Чилі Маріо Луїс Сільва, який підкреслив, що відкриття української дипломатичної місії є важливим етапом у розвитку двосторонніх відносин, і дозволяє надати новий поштовх розвитку українсько-чилійських взаємин. У свою чергу, заступник Міністра закордонних справ України Сергій Кислиця також висловив переконання, що відкриття української установи сприятиме активізації співпраці між сторонами. До цього в Сантьяго працював почесний консул України Алекс Тієрманн.